# Lady Gaga Fame
„Fame“ („Слава“) е първият парфюм от Лейди Гага, пуснат в продажби от 2012 г. Ароматът е представен на пресконференция за пресата на 14 юни 2012 г. Парфюмът е произведен в „Haus Laboratories“, компания на Лейди Гага за парфюми, в Париж. Рекламното мото на парфюма е: „Първият черен парфюм, създаден някога“.
„Насладете се на първия аромат от Haus Laboratories. Fame, красив проект с тъмно сърце. С любов, Гага“ – Лейди Гага.

## Произход
Лейди Гага си сътрудничи с парфюмеристите Хонорин Бланк, Ричард Херпин и Натали Лорсън за създаването на парфюма.
В края на 2010 г., Лейди Гага сподели, че възнамерява да създаде свой парфюм, който да ухае на кръв и сперма. Тогава, тя нарече парфюма „Monster“ („Чудовище“).

През 2011 г., Гага обяви, че се е отказала от идеята си и е решила да мирише на „скъпа проститутка“. 
„Още от началото разбрах, че аромат с мирис на кръв и сперма е ужасна идея. Направо отвратително! Тогава се роди идеята да използваме беладона, което е изключително отровно растение. Тази съставка съдържаше всичко, което Гага искаше и тя се влюби в аромата. Тя искаше провокация, а точно това носи беладоната.“  – Хонорин Бланк.
Беладоната ражда идеята парфюмът да бъде черен.

## Съставки
По време на работния процес, парфюмът е наричан с кодовото име „тъмна светлина“. Както в традиционната парфюмерия, ароматът е изграден около три основни акорда (дози), които Гага описва като:
- Доза 1 Лудост (тъмният акорд) – беладона, тамян и шафран. Представлява тъмната, дива и опасна страна на Лейди Гага.
- Доза 2 Удоволствие (чувствителният акорд) – мед и праскова. Показват меката, чувствителна страна на Лейди Гага.
- Доза 3 Слава (светлият акорд) – тигрова орхидея и жасмин. Тази доза е описана като сияйна и чиста, доставяща важен контраст към тъмните елементи.

„Парфюмът е създаден за жени, но познавам доста мъже, които го използват.“  – Лейди Гага.
Ричард Херпин разкрива, че предизвикателството е било да се създаде еволюцията на аромати, запазвайки оригиналната идея. Той признава, че е работил по парфюма без да срещне Гага на живо. По време на интервю споделя, че тя е имала идея да добави нотка от желирани червеи. 
„Ароматът е изключително съблазнителен. Излъчва сексуалност. Създаден е за жената, която може да легне и да бъде изцяло честна. Това е славата, нали? Да накараш света да се влюби в теб. Искаш всеки да те ч*ка. Сложих го в бутилка и го продавам!“  – Лейди Гага.

### Черната течност
Лейди Гага сравнява черния цвят на парфюмът с тъмната същност на славата. В бутилката, течността е черна, но при пръскане добива прозрачност. Според служители на Coty, клиентите биха се притеснявали дали парфюмът оставя петна. 
| „          | Казва се „Слава“. Ще бъде черен! Трябва да е черен. Трябва да съблазнява. Когато го видиш за пръв път, ще те стресне, но когато го усетиш, ще искаш да го оближеш, да го усетиш. | “ |
| Лейди Гага | |   |

### Бутилката
Бутилката на парфюма е по дизайн на Ник Найт. Представлява овална капсула със златна капачка във формата на лапа, обхващаща бутилката. Самата капачка е проектирана да служи и като поставка за бутилката. Идеята за лапо-подобната капачка е от запазения жест на феновете на Гага, а яйцевидната форма на бутилката е вдъхновена от яйцето, в което Лейди Гага се появи на наградите Грами през 2011 г.
„В бутилката не съм аз. Това е израз на отношенията ми със славата, като изпълнител. Тъмнината остава в бутилката, а само светлата, красива част на славата излиза навън.“ – Лейди Гага.

## Колекция
Парфюмът е издаден като парфюмна вода с натурален спрей.

### Продукти
- Парфюм – 100 мл, 50 мл, 30 мл, 15 мл, 7 мл (ексклузивно за Франция).
- Лимитирана серия парфюм с черна капачка.
- Ролков дезодорант – 10 мл.
- Черен сапун – 142 г.
- Черен душ-гел – 200 мл.
- Черен лосион за тяло – 200 мл.

### Подаръчни комплекти
В подаръчните комплекти са включени продукти от колекцията. В някои са добавени и лимитирани серии подаръци – слънчеви очила, изкуствени мигли, кутия за бижута, козметична чанта, изкуствени нокти и временни татуировки.

## Пускане в продажба
| Държава        | Дата                 |
| -------------- | -------------------- |
| Япония         | 1 август 2012 г.     |
| Пуерто Рико    | 19 август 2012 г.    |
| САЩ            | 22 август 2012 г.    |
| Великобритания | 22 август 2012 г.    |
| Ирландия       | 22 август 2012 г.    |
| Румъния        | 28 август 2012 г.    |
| Швеция         | 29 август 2012 г.    |
| Словения       | 29 август 2012 г.    |
| Германия       | 1 септември 2012 г.  |
| Канада         | 1 септември 2012 г.  |
| Франция        | 1 септември 2012 г.  |
| Гърция         | 1 септември 2012 г.  |
| Италия         | 1 септември 2012 г.  |
| Ливан          | 1 септември 2012 г.  |
| Люксембург     | 1 септември 2012 г.  |
| Холандия       | 1 септември 2012 г.  |
| Испания        | 1 септември 2012 г.  |
| Швейцария      | 1 септември 2012 г.  |
| Чехия          | 1 септември 2012 г.  |
| Сърбия         | 1 септември 2012 г.  |
| Португалия     | 1 септември 2012 г.  |
| Полша          | 1 септември 2012 г.  |
| България       | 1 септември 2012 г.  |
| Австралия      | 3 септември 2012 г.  |
| Турция         | 17 септември 2012 г. |
| Австрия        | 17 септември 2012 г. |
| Дания          | 1 октомври 2012 г.   |
| Русия          | 1 октомври 2012 г.   |
| Южна Африка    | 1 октомври 2012 г.   |
| ОАЕ            | 15 ноември 2012 г.   |
| Корея          | 29 ноември 2012 г.   |
| Израел         | 1 януари 2013 г.     |

## Промотиране
Кампанията по промотиране на парфюма започва с партита в парфюмерии из целия свят през юни 2012 г. В началото на август 2012 г., първите бутилки от парфюма са в продажба в Япония. През същия месец, Лейди Гага пуска няколко 30-секунди рекламни клипове. На 13 септември, излиза мини-филм за парфюма, режисиран от Стивън Клайн. Лейди Гага присъства на партита в Лондон, Ню Йорк и Париж.